# Béa Johnson
Pour les articles homonymes, voir Johnson.
Béa Johnson (née en 1974 à Besançon) est une blogueuse et conférencière française spécialiste du mode de vie « zéro déchet »,. Originaire d'Avignon et installée en Californie depuis 1992, elle est l'autrice de Zéro déchet, comment j'ai réalisé 40 % d'économie en réduisant mes déchets à moins de 1 litre par an !

## Biographie
Béa Johnson est arrivée aux États-Unis comme fille au pair, avec l'intention de travailler dans le monde de la mode. Mariée et mère de deux enfants, elle se lance dans un nouveau mode de vie à partir de 2008, après avoir vécu comme une mère de famille américaine classique, avec une grande villa, des voitures et de nombreux objets :  à la suite de la crise économique et après un déménagement dans un petit appartement à Mill Valley dans la région de San Francisco, la famille découvre le concept de zéro déchet. Alors que tous ses meubles sont stockés dans un garde-meubles, elle s'engage dans un mode de vie minimaliste et un mode de consommation avec un objectif zéro déchet. Béa Johnson donne aujourd'hui régulièrement des conférences sur ce mode de vie, notamment en 2016 au siège de l'ONU à Genève.

## Méthode
Dans son livre Zéro déchet, comment j'ai réalisé 40 % d'économie en réduisant mes déchets à moins de 1 litre par an ! et son blog « Zero Waste Home » Béa Johnson donne des conseils pour un quotidien sans déchets.
En suivant la règle des 5 R, elle conseille de tout d'abord définir les besoins de la famille de manière précise afin notamment de supprimer les produits inutiles ou superflus (comme les cotons-tiges ou les produits d'entretien) et de simplifier sa garde-robe au maximum. En ce qui concerne les achats, l'auteure propose d'acheter en vrac, en s'étant au préalable approvisionné en récipients : boîtes, bocaux, sacs en tissus (achetés ou faits maison). Elle conseille ensuite de fabriquer ses propres produits d'entretien et de beauté et surtout d'éviter le neuf et privilégier les objets, meubles, vêtements d'occasion. Elle demande à ses lecteurs de garder à l'esprit qu'il faut évidemment réutiliser, recycler et composter avant de jeter.
Certains de ses conseils sont repris dans la presse européenne, notamment dans le cadre de conférences données par Béa Johnson lors de son tour d'Europe durant l'été et le mois de décembre 2016.

## Ouvrage
- Zéro déchet, Les Arènes, 2013 ((en) Zero Waste Home: The Ultimate Guide to Simplifying Your Life by Reducing Your Waste, Scribner, 2013)